# Lipa, Zreče
Lipa este o localitate din comuna Zreče, Slovenia, cu o populație de 53 de locuitori.